# Księga jakości
Księga jakości jest drugim, co do ważności dokumentem systemu zarządzania jakością. W języku angielskim nazywana jest Quality Manual (w oficjalnym tłumaczeniu:Podręcznik Jakości).
To tłumaczenie w pełni pokazuje zastosowanie dokumentu. Istnieją trzy podejścia do pisania księgi jakości: wewnętrzne, zewnętrzne oraz mieszane. W podejściu wewnętrznym tworzy się księgę zarządzania jakością, która zawiera zwykle szczegółowe informacje dotyczące przedsiębiorstwa, w tym informacje poufne. Podejście zewnętrzne polega na stworzeniu księgi zapewnienia jakości, która zawiera tylko informacje jawne i może być przekazywana klientom jako informacja o działalności przedsiębiorstwa. Można również napisać dwie wersje księgi jakości, mówimy wówczas o podejściu mieszanym. Należy zwrócić uwagę, aby obie księgi nie były ze sobą sprzeczne.
Międzynarodowa Organizacja Normalizacyjna (ISO) opracowała normę-przewodnik do opracowywania ksiąg jakości, która ma na celu pomoc dla autorów. Jej stosowanie nie jest wymagane, lecz zalecane. Norma ta nosi numer ISO 10013.
Księga jakości ma do spełnienia szereg zadań:
- opisanie systemu jakości,
- zawiera politykę jakości i procedury (treść lub tylko wykaz),
- określa, jaka norma jest stosowana oraz jakie są wyłączenia,
- wyjaśnia jak zostaną spełnione wymagania,
- dowodzi udokumentowania systemu jakości,
- pomaga w nadzorze działań związanych z jakością,
- stanowi podręcznik do nauki dla pracowników w zakresie wymagań jakości,
- stanowi przewodnik po systemie jakości,
- jest rozwiniętą i szczegółową definicją jakości firmy,
- wykazuje, że system jakości spełnia wymagania.

Forma przygotowania księgi jest dowolna, jednak należy ją podzielić na punkty i rozdziały w taki sposób, aby móc wykazać zdolność do zarządzania opisywanymi w nich wymaganiami w przedsiębiorstwie. Można więc opisywać system według procesów. W księdze opisane powinny zostać: system jakości, polityka, plany i cele jakości, definicje, zarządzanie jakością, wymagania (prawne, klientów, inne) i procedury.
Przygotowując się do napisania księgi, zespół projektowy powołany do tego zadania powinien w kolejności:
- przeanalizować politykę jakości,
- zebrać cele systemu jakości,
- zebrać listę procedur,
- określić format, strukturę oraz wygląd dokumentu,
- wybrać elementy systemu, które muszą być opisane w systemie jakości,
- zebrać dokumenty opisujące system jakości,
- zidentyfikować poprzez kontakt z pracownikami aktualne działania związane z jakością.

Po napisaniu księgi należy dodatkowo zweryfikować, czy wszystkie potrzebne dokumenty zostały dołączone, sprawdzić jej kompletność, odpowiedniość oraz organizację. Księga jakości powinna być jasno i poprawnie pod względem językowym napisana oraz łatwa do zrozumienia dla pracowników. Księgę jakości pisze się zwykle jako ostatni dokument systemu jakości. Dzięki temu uniknąć można poprawek w trakcie opisywania procedur. Tab. 1 zawiera przykładową strukturę księgi jakości.

## Przykładowa struktura księgi jakości
1. Tytuł
2. Spis treści
3. Zakres księgi jakości
4. Wyłączenia
5. Wprowadzenie (opis zawartości księgi)
6. Przedstawienie organizacji
7. Struktura organizacyjna
8. Polityka jakości
9. Lista celów jakości
10. Procedury (lista lub treść)
11. Definicje i terminy
12. Opis elementów systemu jakości

Księga jakości powinna posiadać stronę wstępną, na której znajdą się podpisy osób sprawdzających i zatwierdzających dokument, numer wersji oraz datę wydania, opis sposobu inicjacji i wprowadzania zmian, charakter wewnętrzny lub zewnętrzny.
Przedstawienie organizacji (pkt. 6) powinno zawierać nazwę, dane teleadresowe (szczególnie w przypadku księgi zewnętrznej), wyjaśnienie charakteru i rodzaju działalności oraz krótką historię wraz z posiadanym doświadczeniem. Punkt ten związany jest z kolejnym – strukturą organizacyjną (pkt. 7), który oprócz schematu powinien opisywać stanowiska i działy mające wpływ na jakość wraz z określeniem ich odpowiedzialności. Wskazać należy także poziomy komunikacji i raportowania.
Cele jakości (pkt. 9) powinny zostać wypisane wraz z wyjaśnieniem jak polityka jakości oraz cele są zrozumiane i stosowane przez wszystkich pracowników. Należy sprawdzić, czy cele są spójne z polityką.
Znaczna część księgi jakości powinna być poświęcona opisowi elementów systemu jakości (pkt. 12). Należy opisać w jaki sposób każde z wymagań systemu jakości jest spełniane oraz w jaki sposób elementy systemu będą monitorowane i nadzorowane. Przedstawiając wymagania można przyjąć strukturę normy lub wypisać je w inny sposób, np. według zidentyfikowanych procesów działających w firmie. Pierwszy sposób będzie łatwiejszy dla audytora, drugi dla pracowników.
Opracowana księga jakości powinna zostać sprawdzona przez trzy grupy osób związanych z wdrożeniem systemu: ekspertów, użytkowników oraz kierownictwo. Przy pisaniu księgi po raz pierwszy, dobrze jest poprosić o pomoc konsultanta, gdyż wskaże on elementy, na które audytorzy będą zwracać szczególną uwagę. Audytor przygotowanie do certyfikacji zaczyna bowiem właśnie od księgi.
Księga jakości oraz jej zmiany powinny być nadzorowane zgodnie z zasadami normy ISO 9001 dotyczącymi nadzoru nad dokumentacją.